# Мао Аньлун
Мао Аньлун (спрощ.: 毛岸龙; піньїнь: Máo Ànlóng 4 квітня 1927 Чанша, Хунань, Республіка Китай – 1931 Шанхай, Республіка Китай) третій син Мао Цзедуна та Ян Кайхуей. 

## Раннє життя
Мао Аньлун народився у 1927 році в провінції Хунань у Мао Цзедуна та Ян Кайхуей, другої дружини Мао.У нього було два старших брати,Мао Анінь та Мао Аньїн.Коли він був зовсім маленьким, його батько, Мао Цзедун, покинув сім'ю заради своєї наступної дружини, Хе Цзичжень .
Пізніше його матір стратив воєначальник, в результаті чого Анлонга та його братів і сестер фактично осиротіли. Після страти матері його таємно вивезли до Шанхаю, і він разом з братами й сестрами жили на вулиці. Мао помер від дизентерії у віці 3 чи 4 років. 

## Сім'я

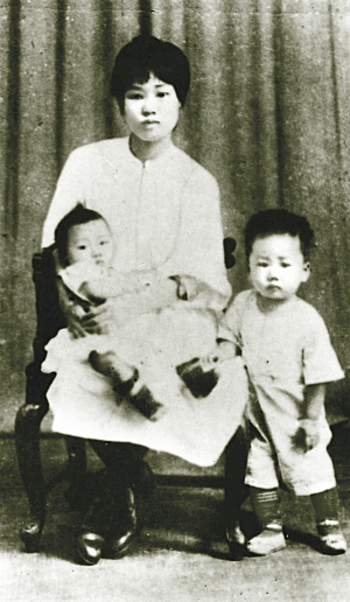
Мати Мао Аньлун,Ян Кайхуей зі своїми дітьми.

Його матір'ю була Ян Кайхуей батьком був Мао Цзедун, а старшими братами були Мао Аньїн, який помер у 1950 році, та Мао Аньцін, який помер у 2007 році. Серед його зведених братів і сестер Ян Юехуа, Лі Мін і Лі На .

## Самозванець
На початку 1990-х років з'явився потік незатверджених біографій лідерів. Одна з таких «автобіографій» була нібито розповіддю Мао Аньлуна про те, як він не помер, а насправді був змушений переховуватися батьком. Цю книгу засудив Мао Аньцін . 